# Stari Majur
Stari Majur je naselje u Republici Hrvatskoj u Požeško-slavonskoj županiji, u sastavu grada Pakraca.

## Zemljopis
Stari Majur se nalaze zapadno od Pakraca, susjedna naselja su Novi Majur na jugu, Mali Banovac i Batinjani na zapadu te Gornja Obrijež na sjeveru.

## Stanovništvo
Prema popisu stanovništva iz 2011. godine Stari Majur je imao 24 stanovnika.
| broj stanovnika |       |       |       |       |       |       |       |       | 76    | 86    | 98    | 72    | 63    | 41    | 35    | 24    | 16    |
|                 | 1857. | 1869. | 1880. | 1890. | 1900. | 1910. | 1921. | 1931. | 1948. | 1953. | 1961. | 1971. | 1981. | 1991. | 2001. | 2011. | 2021. |